# Renzo Cappellaro
Renzo Cappellaro (Vicenza, 12 maggio 1937 – Vicenza, 13 ottobre 2014) è stato un calciatore e allenatore di calcio italiano, di ruolo attaccante.

## Carriera

### Giocatore
Crebbe nelle file del Lanerossi Vicenza, squadra della sua città, con la quale vinse il Torneo di Viareggio nel 1954 e nel 1955, manifestazione di cui è stato il miglior marcatore assoluto (14 reti) a pari merito con Ciro Immobile fino all'edizione 2023, quando è stato superato da Andrea Mazia del Bologna il 23 marzo 2023. Esordì in prima squadra durante il campionato di Serie A 1957-1958. Rimase al Vicenza fino al 1961, dopo aver collezionato 56 presenze e 21 reti in maglia biancorossa.
Venne quindi ingaggiato dall'Alessandria. In maglia grigia vinse la classifica cannonieri (21 reti) durante il campionato di Serie B 1961-1962. L'anno dopo passò al Lecco e, nel 1963, al Cagliari, con cui ottenne una storica promozione in Serie A durante la stagione 1963-1964. Dopo due campionati di massima serie con i sardi, ritornò tra i cadetti indossando la maglia del Genoa, per poi passare nel 1967 al Potenza con cui retrocesse in Serie C. Chiuse la carriera all'età di trentadue anni.

### Allenatore
Debuttò come allenatore nelle serie minori venete, con Schio e Sambonifacese; lavorò poi tra i professionisti, in Serie C2, il Sant'Elena e il Carbonia, per poi fare ritorno nella sua terra d'origine, dove si è occupato delle categorie "Allievi" e di scuole calcio.
Muore nella sua città natale all'età di settantasette anni.

## Palmarès

### Giocatore

#### Club
- Torneo di Viareggio: 2

L.R. Vicenza: 1954, 1955

#### Individuale
- Capocannoniere della Serie B: 1

1961-1962 (21 gol)
- Capocannoniere della Coppa Italia: 1

1964-1965 (3 gol)

### Allenatore
- Campionato italiano Serie D: 1

Sant'Elena Quartu: 1979-1980 (girone D)